# Гуидо Мазети
Вижте пояснителната страница за други личности с името Гуидо.
Гуидо Мазети (на италиански: Guido Masetti) е бивш италиански футболист, вратар.

## Кариера
Гуидо Мазети е роден във Верона, където играе за ФК Верона, а по-късно и за Рома. Участва в 339 мача за „римските вълци“.
В националния отбор е използван като резерва за Джанпиеро Комби и Алдо Оливиери. Мазети печели 2 световни първенства през 1934 и 1938 г., без да играе в нито един от мачовете.
През 1950-те години той е треньор на Рома за 10 мача (5 в сезон 1950/51, и 5 в сезон 1956/57).

## Отличия

#### Международни
Италия
- Световно първенство по футбол: 1934, 1938

#### Индивидуални
- Зала на славата на АС Рома: 2015[1]